# Oxylides hesiodus
Oxylides hesiodus är en fjärilsart som beskrevs av Fabricius 1793. Oxylides hesiodus ingår i släktet Oxylides och familjen juvelvingar. Inga underarter finns listade i Catalogue of Life.